# George Zorich
George Zorich (Wakefield, 24 de noviembre de 1915 - Rensselaer, 14 de octubre de 1962) es un exjugador estadounidense de fútbol americano que ocupaba la posición de linebacker en la Liga Nacional de Fútbol —en inglés: National Football League—. Además, jugó fútbol americano universitario en la Universidad de Northwestern, siendo reclutado por los Chicago Bears, con quien estuvo en las temporadas 1944-1945. Militó además en las filas de los Miami Seahawks (1946) y Baltimore Colts (1947).
Fue seleccionado en el segundo equipo NFL All-Pro 1944 y fue uno de los líderes Long Punt Return del AAFC Leaders and Leaderboards de 1946.

## Estadísticas

### Defensas y fumbles
|                                    |      |        |     |     |    |    |    | Intercepciones defensivas | Intercepciones defensivas | Intercepciones defensivas | Intercepciones defensivas | Intercepciones defensivas | Fumbles | Fumbles | Fumbles | Fumbles | Fumbles | Tackles | Tackles |      |          |
| Año                                | Edad | Equipo | Pos | No. | G  | GS | Sk | Int                       | Yds                       | TD                        | Lng                       | PD                        | FF      | Fmb     | FR      | Yds     | TD      | Tkl     | Ast     | Sfty | Promedio |
| ---------------------------------- | ---- | ------ | --- | --- | -- | -- | -- | ------------------------- | ------------------------- | ------------------------- | ------------------------- | ------------------------- | ------- | ------- | ------- | ------- | ------- | ------- | ------- | ---- | -------- |
| 1944                               | 29   | CHI    | RG  |     | 10 | 10 |    | 1                         | 4                         | 0                         | 4                         | 0                         |         |         |         |         |         |         |         |      | 0        |
| 1945                               | 30   | CHI    | RG  |     | 8  | 6  |    |                           |                           |                           |                           |                           |         |         |         |         |         |         |         |      | 0        |
| 1946                               | 31   | MIA    |     |     | 6  | 0  |    |                           |                           |                           |                           |                           |         |         |         |         |         |         |         |      | 0        |
| 1947                               | 32   | BCL    | g   |     | 11 | 1  |    |                           |                           |                           |                           |                           |         |         |         |         |         |         |         |      | 0        |
| Carrera                            |      |        |     |     | 35 | 17 |    | 1                         | 4                         | 0                         | 4                         | 0                         |         |         |         |         |         |         |         |      | 0        |
| Fuente: Pro-football-reference.com |      |        |     |     |    |    |    |                           |                           |                           |                           |                           |         |         |         |         |         |         |         |      |          |

### Punt y Kick return
| 1946                               | 31 | MIA |  |  | 6  | 0  | 1 | 18 | 0 | 18 | 18.0 |  |  |  |  |  | 18 |
| Carrera                            |    |     |  |  | 35 | 17 | 1 | 18 | 0 | 18 | 18.0 |  |  |  |  |  | 18 |
| Fuente: Pro-football-reference.com |    |     |  |  |    |    |   |    |   |    |      |  |  |  |  |  |    |